# Joseph Kosgei
Joseph Kosgei (ur. 25 sierpnia 1974) – kenijski lekkoatleta, długodystansowiec.
Ósmy zawodnik mistrzostw świata w biegach przełajowych w biegu na krótkim dystansie (4,2 km), razem z kolegami z reprezentacji Kenii wywalczył także złoty medal w drużynie (2002).

## Rekordy życiowe
- Bieg na 3000 metrów – 7:39,38 (2002)
- Bieg na 5000 metrów – 13:11,32 (2004)